# Irina Gribko
Irina Petrovna Gribko –en ruso, Ирина Петровна Грибко– (Minsk, URSS, 16 de enero de 1969) es una deportista bielorrusa que compitió para la URSS en remo.
Ganó dos medallas en el Campeonato Mundial de Remo, en los años 1991 y 1995. Participó en los Juegos Olímpicos de Barcelona 1992, ocupando el cuarto lugar en la prueba de ocho con timonel.

## Palmarés internacional
| Representando a la URSS     |                     |                   |                    |
| Campeonato Mundial          |                     |                   |                    |
| Año                         | Lugar               | Medalla           | Prueba             |
| 1991                        | Viena (Austria)     | Medalla de plata  | Ocho con timonel   |
| Representando a Bielorrusia |                     |                   |                    |
| Campeonato Mundial          |                     |                   |                    |
| Año                         | Lugar               | Medalla           | Prueba             |
| 1995                        | Tampere (Finlandia) | Medalla de bronce | Cuatro sin timonel |